# Natatolana valida
Natatolana valida là một loài chân đều trong họ Cirolanidae. Loài này được Hale miêu tả khoa học năm 1940.